# Félix Carré
Pour les personnes ayant le même patronyme, voir Carré (homonymie).
Félix Carré est un homme politique français né le 5 novembre 1794 à Laval (Mayenne) et mort le 17 février 1866 à Langast (Côtes-du-Nord).

## Biographie
Agriculteur et éleveur de chevaux, il est député des Côtes-du-Nord de 1848 à 1849, siégeant avec les républicains modérés.

## Sources
- « Félix Carré », dans Adolphe Robert et Gaston Cougny, Dictionnaire des parlementaires français, Edgar Bourloton, 1889-1891 [détail de l’édition]